# Constantin Wannaar
Constantin Fidèle Amand Wannaar (Den Haag 10 november 1798 - Gent 20 september 1850) was lid van het Belgisch Nationaal Congres.

## Levensloop
Wannaar behaalde in 1820 zijn doctoraat in de rechten met een dissertatie onder de titel: Responsio ad quaestionem, ab ordine juridico anno M. D. CCC. XIX propositam Quaeritur capitis ede Divortiis et repudiise accurata explicatio, e qua appareat, quid principes orbis terrarum populi et olim de hac materia statuerint, et hodie statuant, ac num quid adhuc statuendum supersit, quae praemium reportavit. 
Hij werd advocaat in Gent en werd, bij de grote benoemingsgolf van 4 oktober 1832 tot plaatsvervangend rechter benoemd, eveneens in Gent.
In oktober 1830 werd hij door de kiezers van het arrondissement verkozen als een van de twaalf Gentse afgevaardigden in het Nationaal Congres. Hij hield er  een uitgebreide uiteenzetting over zijn twijfels of hij voor een republiek of een monarchie zou kiezen en om welke redenen hij uiteindelijk voor een erfelijke en constitutionele (en dus 'republikeinse') monarchie koos. Hij had een redevoering klaar tegen de Nassaus, die hij echter niet uitsprak maar die werd gepubliceerd. Hij sprak zich zeer heftig uit tegen de oprichting van een senaat en zeker als die door de uitvoerende macht zou worden benoemd.
In de stemmingen betuigde hij zijn akkoord met de onafhankelijkheidsverklaring en met de eeuwigdurende uitsluiting van de Nassaus. In de eerste stemming voor een koning gaf hij de voorkeur aan de hertog van Leuchtenberg en bij de stemming in juni verklaarde hij tegen de kandidatuur van Leopold van Saksen Coburg te stemmen, zoals hij tegen iedere kandidaat zou stemmen die als gevolg zou hebben dat de XVIII artikelen zouden worden uitgevoerd. Hij behoorde trouwens tot de 37 Congresleden die een manifest opstelden waarin ze betoogden dat er een fundamentele tegenstrijdigheid was tussen de eed die de nieuwe koning zou afleggen, waarin hij zou zweren de integriteit van het grondgebied te verdedigen en het verlies te aanvaarden van grondgebied zoals dit door de Mogendheden werd vooropgesteld. Hij stemde ook tegen de aanvaarding van het Verdrag der XVIII artikelen.
Na het einde van de werkzaamheden van het Congres, keerde Wannaar naar Gent en naar zijn activiteiten als advocaat terug. In 1836 werd hij vermeld als voorzitter van de Militieraad voor Oost-Vlaanderen. Jules Wannaar (1826-1850) was waarschijnlijk een zoon van hem.